# あらまり
あらまり（女性、8月11日 - ）は、日本の声優、司会、ナレーター、歌手。神奈川県出身。本名は新井真理子（あらい まりこ）。

## 人物・経歴
歌手としては「Aramary」、声優としては「あらまり」名義で表記される。愛称は「まり」など。
栄養士の資格も持ち、以前は保育園で子供の給食を作っていた。現在、栄養士は休業し、ナレーター業をメインとして活動している。
当時同人音楽サークルであったSound Horizonの第一期正式メンバーで、インディーズ時代からの古参メンバーであったが、第一期終了とほぼ同時期に脱退（本人は任期満了と表現）した。
2007年よりアーティスト集団「Rain Note」のボーカルとして、歌手活動を再開。
現在は「FREEDOM CREATORS」で歌手活動をしている。
「ダーリンダーリン」と「Forever Symphony」の作詞・作曲を担当したsakuraneは妹である。
メロンパンが好きで、自称「メロンパニスト」。また、自称「七夕普及委員会会員」であり、ラジオやスタジオで会う人々に七夕行事をするよう勧めている。
携帯放送局「K-Station」にて自身のラジオ番組「あらまりCafe」を担当。K-Station内ではその他に「oricon アニメスタイルSide-A」「新潮社 Writer's Salon」「K-stationナビ」などで活動中。

## ディスコグラフィー

### CD
Sound Horizon
※印が付いているものは、メジャーデビュー以前に制作された自主制作アルバム。
- 2nd Story CD 『Thanatos』 ※
- 3rd Story CD 『Lost』 ※
- 1st Pleasure CD 『Pico Magic』 ※
- 2nd Pleasure CD 『Pico Magic Reloaded』 ※
- 1st Story Renewal CD 『Chronicle 2nd』 ※
- Elysion 〜楽園への前奏曲〜
- 4th Story CD 『Elysion 〜楽園幻想物語組曲〜』
- リヴァイアサン 終末を告げし獣 - 「召還という儀式」「死刑執行」

Rain Note
- 1st mini Album 『LIFE 〜祈り〜』
- 1st Maxi Single 『Fellow』

FREEDOM CREATORS
- 1st single『Voice Of Love』
- 2nd single『星降る夜の物語』
- 3rd single『出会いのキセキ』
- 4th single『囚われの僕ら』
- 5th single 『う・た・お・う・よ』
- Download Card『蒼の月影』
- Mini Album第一弾『蒼の夜話 第一夜』

ボーカル参加
- OVA『ねとらん者 THE MOVIE #1 ネットのすみでブログと叫ぶ』 - エンディングテーマ曲「LiNK」
- PS2ソフト『お嬢様組曲 -Sweet Concert-』 - テーマ曲 「ダーリンダーリン」
- 映画『永い言い訳』- 劇中アニメ主題歌「ちゃぷちゃぷローリーのテーマ」

ほか多数

### DVD
Sound Horizon
- Elysion 〜楽園パレードへようこそ〜

## 出演

### 声優
アニメ
- 封神演義 〜ナタクの大冒険〜（ナタク）

ゲーム
- PS2『L2 Love×Loop』（エウア）

同人CD
- Luna-Haze 『MILDE-SORTE 〜constructed minds〜』（フィオナ・ショーン）
- Luna-Haze 『Dies=Nova』（アンセム）

### ラジオ
- あらまりCafe - メインパーソナリティ